# Gorilla gorilla gorilla
El gorila occidental de llanura, también denominado como gorila occidental de planicie o gorila de costa (Gorilla gorilla gorilla), es una de las dos subespecies del gorila occidental (Gorilla gorilla) que habita en las selvas montañosas, primarios, secundarios y pantanos de las planicies de Angola, Camerún, República Centroafricana, República del Congo, República Democrática del Congo, Guinea Ecuatorial y Gabón. 
Es la subespecie nominal del gorila occidental y la más pequeña de las cuatro subespecies de gorila.
El gorila occidental de llanura es la única subespecie que se mantiene en los zoológicos, con la excepción de Amahoro, una hembra de gorila oriental de llanura en el zoológico de Amberes , y algunos gorilas de montaña mantenidos cautivos en la República Democrática del Congo.

## Características

### Pequeña descripción
El gorila occidental de las tierras bajas es la subespecie más pequeña de gorila, pero aun así tiene un tamaño y una fuerza excepcionales. No poseen cola y tienen la piel de color negro azabache junto con un pelo negro áspero que cubre todo su cuerpo excepto la cara, las orejas, las manos y los pies. El pelo de los machos adultos adquiere una coloración gris, esta es la razón por la que a los machos adultos se les conoce como "espalda plateada" aunque a medida que envejecen pierden esa coloración. Sus manos son proporcionalmente grandes con uñas en todos los dedos, similares a las de los humanos y poseen pulgares muy grandes. Tienen hocicos cortos, cejas prominentes, fosas nasales grandes, también sus ojos y orejas son pequeños. Otras características son los músculos grandes en la región de la mandíbula junto con dientes anchos y fuertes. Entre estos dientes se encuentran fuertes conjuntos de caninos frontales y grandes molares en la parte              posterior de la boca para moler frutas y verduras. Esta especie presenta un pronunciado dimorfismo sexual.

### Altura y peso
Los machos tienen un peso promedio de 140 kg (310 lb), las hembras de 90 kg (200 lb).  Sin embargo, se observa que los machos en cautiverio son capaces de alcanzar pesos de hasta 275 kg (606 lb).  Los machos erguidos alcanzan 1,63 m (5 pies 4 pulgadas), las hembras erguidas alcanzan 1,5 m (4 pies 11 pulgadas). Los gorilas occidentales con frecuencia se paran erguidos, pero caminan encorvados y cuadrúpedos, con las manos dobladas y los nudillos tocando el suelo. Este estilo de movimiento requiere brazos largos, lo que funciona para los gorilas occidentales porque la extensión de los brazos de los gorilas es mayor que su altura de pie.

### Albinismo

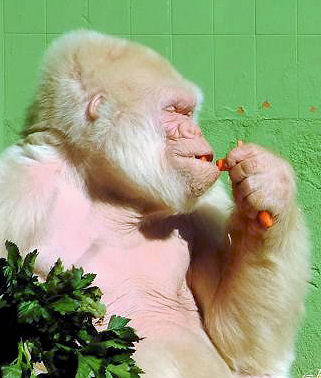
Copito de Nieve, el único gorila albino registrado.

El único gorila albino conocido fue Copito de Nieve, era un gorila occidental de llanura nacido en la naturaleza, originario de Guinea Ecuatorial, era un gorila macho que fue sacado de la naturaleza y llevado al zoológico de Barcelona en 1966, a una edad muy temprana, presentó los rasgos y las características físicas comunes del albinismo en los humanos incluyendo cabello blanco, piel rosada, ojos de color claro, percepción visual reducida y fotofobia, y fue diagnosticado con albinismo no sindrómico. Los científicos identificaron la variante genética del albinismo de Copito de Nieve como un polimorfismo de un solo nucleótido no sinónimo ubicado en una región transmembrana de SLC45A2. También se sabe que este transportador está implicado en el albinismo oculocutáneo de tipo 4 en humanos. Como es un alelo recesivo, y sus padres eran un tío y una sobrina, ambos portadores, esto reveló la primera evidencia de endogamia en los gorilas de las tierras bajas occidentales.

## Comportamiento

### Estructura social
Los grupos de gorilas occidentales de llanura normalmente se mueven dentro de un territorio limitado, con un promedio de 8–45 km² (3,1 a 17,4 millas cuadradas). Los gorilas no muestran un comportamiento territorial y a menudo los grupos vecinos se superponen. El grupo generalmente prefiere un área determinada dentro del área de distribución, pero parecen seguir un patrón estacional dependiendo de la disponibilidad de los frutos maduros y, en algunos sitios, grandes claros localizados como pantanos. Los gorilas generalmente viajan de 3 a 5 km (1,9 a 3,1 millas) por día. Las poblaciones que se alimentan de alimentos que proporcionan una alta energía que varían en su entorno y en su estación tienden a tener rangos de días más amplios que las que se alimentan de alimentos de menor calidad pero disponibles de manera más constante. Los grupos más grandes viajan mayores distancias para obtener suficiente comida.
Se sabe que los gorilas machos ululan como alarma para todos los miembros del grupo, cada uno de los cuales se pone instantáneamente alerta. Los grupos pueden viajar juntos durante meses y, por lo general, años seguidos, pero, debido a la abundancia de alimentos en las cercanías de sus campamentos y su tamaño imponente, normalmente se dedica poco tiempo y energía a los viajes. Por estas razones, no se exhibe defensa territorial.
Generalmente los machos jóvenes viajan solos y se mueven entre varios grupos, ya que antes de alcanzar la edad de madurez sexual, los machos abandonan su grupo natal y pasan por una “etapa de soltero” que puede durar varios años ya sea en solitario o en grupo no reproductivo. Sin embargo, aunque ambos sexos abandonan su grupo de nacimiento, las hembras siempre forman parte de un grupo de reproducción. A los machos les gusta establecerse con otros miembros masculinos de su familia. Sus grupos de reproducción consisten en un macho de espalda plateada, tres hembras adultas y sus crías. El gorila macho asume el papel de protector. Las hembras tienden a establecer vínculos con otras hembras solo en su grupo natal, pero forman vínculos fuertes con los machos. Los machos compiten agresivamente por el contacto con las hembras.
El grupo de gorilas está dirigido por uno o más machos adultos. En los casos en que hay más de un macho de espalda plateada en un grupo, lo más probable es que sean padre e hijo. Se cree que los grupos que contienen solo un macho son la unidad básica del grupo social, creciendo gradualmente en tamaño debido a la reproducción y la migración de nuevos miembros. En el estudio realizado en Lope, se observó que los gorilas cosechan la mayor parte de su alimento de manera arborícola, pero menos de la mitad de sus hogares nocturnos están construidos en árboles. Cuando están en sus hogares a menudo se encuentran en el suelo y sus familias están formadas por hasta 30 gorilas. Aun así, los gorilas de las tierras bajas occidentales viven en los grupos familiares más pequeños de todos los gorilas, con un promedio de 4 a ocho 8 miembros en cada uno, aunque otras fuentes mencionan que los grupos generalmente son de 5 a 15 individuos. El líder (el espalda plateada) organiza actividades grupales, como comer, anidar y viajar en su área de distribución. Aquellos que desafían a este macho alfa tienden a dejarse intimidar por impresionantes demostraciones de poder físico. Puede ponerse de pie, lanzar cosas, hacer cargas agresivas y golpear su enorme pecho con las manos abiertas o ahuecadas mientras lanza poderosos gritos o desata un rugido aterrador. Pese a estas exhibiciones y el obvio poder físico de los animales, los gorilas generalmente son tranquilos y no agresivos a menos que se les moleste. Los gorilas jóvenes, de entre tres a seis años pasan gran parte del día jugando.

### Agresividad
Los gorilas son generalmente pacíficos, tímidos y amables a menos que estén amenazados. Sin embargo, los machos se mantendrán erguidos y se golpearán el pecho con los puños en un intento de intimidar o mostrar su fuerza. Gruñen en voz alta y se vuelven muy peligrosos cuando se molestan o atacan. Los gorilas también demuestran agresión al cargar contra los intrusos percibidos. Sin embargo, rara vez golpean al intruso. En cambio, pasan corriendo y pueden volver a cargar.

### Reproducción
Las hembras de esta especie de gorila no tienen muchas crías debido al hecho de que no alcanzan la madurez sexual hasta los 8 o 9 años de vida. Las hembras de gorila dan a luz a un bebe después de un periodo de gestación de casi nueve meses. Las gorilas hembras no muestran signos de embarazo. A diferencia de sus poderosos padres, los recién nacidos son pequeños, pesan cuatro libras, y solo pueden aferrarse al pelaje de sus madres. Estos bebés viajan en la espalda de sus madres desde la edad de cuatro meses hasta los primeros dos o tres años de su vida. Los bebés pueden depender de su madre hasta por cinco años.
Un estudio de más de 300 partos de gorilas hembras en cautiverio reveló que las hembras más viejas tienden a dar a luz a más crías masculinas en comparación con las hembras menores de 8 años. Es probable que este patrón sea el resultado de presiones selectivas sobre las hembras para que tengan machos en el momento en que puedan proveerlos de manera más eficaz, ya que el éxito reproductivo de los machos probablemente varía más que el de las hembras y depende más de la función materna.

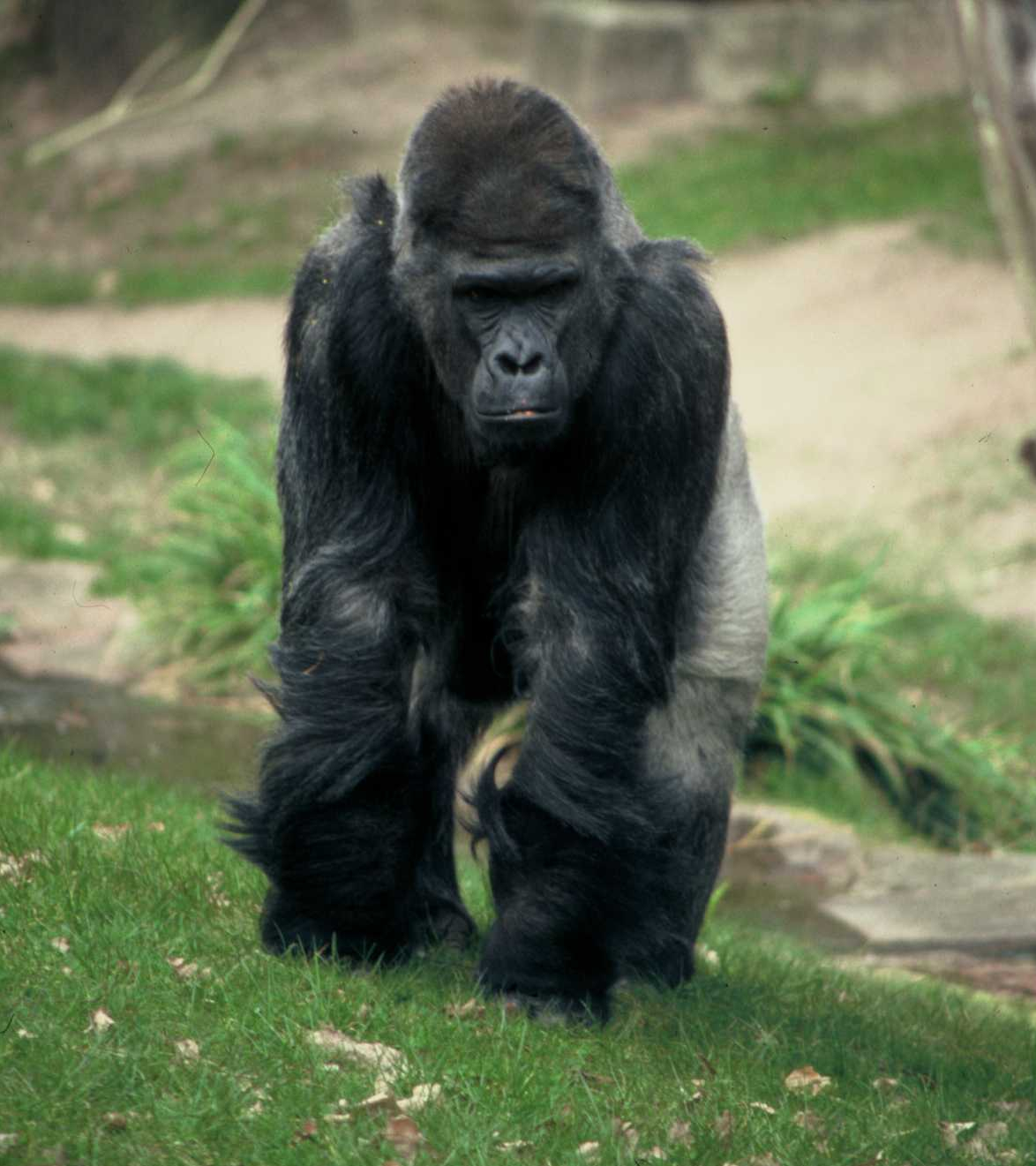
Este es un gorila macho de esta subespecie.

Se ha observado que las hembras de los gorilas occidentales de las tierras bajas que viven en un grupo liderado por un solo macho muestran un comportamiento sexual durante todas las etapas de su ciclo reproductivo y durante los períodos sin fertilidad. Al aumentar el éxito reproductivo de la propia hembra, disminuye el éxito reproductivo de otras gorilas hembras.
En ocasiones se ha observado en esta subespecie el infanticidio de crías de gorilas por machos adultos. Las víctimas nunca están relacionadas con el asesino. Un macho hace esto para tener la oportunidad de aparearse con la madre, que de otro modo no habría estado disponible mientras cuidaba a sus crías.

## Inteligencia

### Uso de herramientas
Su inteligencia se muestra a través de su capacidad para convertir materiales naturales en herramientas que les ayuden a recolectar alimentos de manera más conveniente. Si bien el uso y fabricación de herramientas para extraer hormigas y termitas es un comportamiento bien documentado en chimpancés salvajes , nunca se ha observado en otros grandes simios en su hábitat natural y nunca se ha visto que lo hagan otros primates en cautiverio.
En cuanto a la fabricación de herramientas para el uso de extracción por parte de gorilas de occidentales de llanura, se ha observado que son capaces de adaptar las herramientas a un uso en particular seleccionando ramas, para alcanzar hojas y cortezas y adaptando su longitud a la profundidad de los agujeros. Parece que también anticipan el uso de la herramienta, ya que comienzan con los palos más grandes disponibles y la modifican progresivamente hasta que encaja perfectamente para insertarla en un agujero que contiene comida. Esto demuestra la adquisición de inteligencia sensoriomotora de alto nivel de los gorilas, similar a la de los niños pequeños.
En el pasado, había un gorila que usaba un palo para medir la profundidad del agua. En 2009, un gorila occidental de las tierras bajas del zoológico de Búfalo utilizó un balde para recoger agua. En un experimento, un gorila macho adulto y tres gorilas hembras adultas recibieron cubos de cinco galones cerca de una piscina. Dos de las hembras más jóvenes pudieron llenar los baldes con agua. Este es el primer registro de gorilas que utilizan espontáneamente herramientas para beber en zoológicos.

### Comunicación
Otro ejemplo de la inteligencia significativa de los gorilas es su capacidad para comprender un lenguaje de señas simple. A mediados de la década de 1970, los investigadores centraron su atención en comunicarse con los gorilas mediante el lenguaje de señas. la gorila con la que trabajaron fue Koko, esta gorila nació en el zoológico de San Francisco el 4 de julio de 1971. Francine Patterson comenzó a trabajar oficialmente con Koko el 12 de julio de 1972, con el objetivo de enseñarle el lenguaje de señas. Al principio, Patterson se centró en enseñarle a Koko solo tres signos básicos: "comida", "bebida" y "más". Koko aprendería los signos a través de la observación de Patterson y uno de sus colegas moldearía las manos de Koko en el signo correcto. El 7 de agosto, Patterson comenzó una rutina más formal de enseñarle a Koko los signos, "comida", "bebida" y "más". En el par de semanas antes de eso, Koko había estado usando gestos que parecían intentos de los signos enseñados, pero se consideraban coincidentes y aleatorios y no estaban destinados al propósito real. Solo dos días después de que comenzaron la rutina más formal, Koko comenzó a responder consistentemente con el letrero "comida" cuando se le solicitó.En los primeros tres meses, Koko hizo 16 combinaciones diferentes de signos y también comenzó a formar preguntas simples mediante el contacto visual y diferentes posiciones de los signos por el cuerpo. Koko dominaba más de 1000 signos y se decía que podía conectar hasta ocho palabras para formar una declaración que expresa deseos, necesidades, pensamientos o respuestas simples. Koko murió el 20 de junio de 2018 a la edad de 46 años en Woodside, California en la sede de la fundación Gorila.
Se ha realizado un estudio que examina la capacidad de los gorilas de las tierras bajas occidentales para dar e intercambiar con los humanos. Esto involucró a humanos sosteniendo objetos como frutas, hojas o cacahuetes en una mano. Una vez que los gorilas les hubieran dado ramitas a los humanos, recibirían uno de estos objetos. Si los gorilas no les dieran una ramita, no obtendrían el objeto deseado. Se demostró que los gorilas aprendían rápidamente a recibir recompensas a medida que los errores cometidos por los gorilas al comienzo de los experimentos disminuían gradualmente.

## Ecología

### Hábitat
Los gorilas occidentales de llanura viven principalmente en bosques tropicales, bosques pantanosos, matorrales, vegetación secundaria, claros, bordes de bosques, campos agrícolas abandonados y bosques ribereños. Generalmente ellos viven en los bosques húmedos tropicales en elevaciones que se extienden desde el nivel del mar hasta los 1300 metros. La cantidad promedio de lluvia en las áreas donde normalmente residen estos gorilas es de unos 1.500 milímetros al año, con la mayor precipitación entre los meses de agosto y noviembre. Los gorilas de  occidentales de llanura no se observan típicamente en áreas cercanas a asentamientos humanos y aldeas, se sabe que evitan áreas con caminos y granjas que muestran signos de actividad humana. Estos gorilas prefieren las áreas donde las plantas comestibles son más abundantes. El bosque pantanoso se considera una importante fuente de alimento y hábitat para el gorila occidental de llanura. Estas áreas proveen de alimento y hábitat a los gorilas tanto en la estación húmeda como en la seca del bosque. Actualmente se considera que el bosque de la República del Congo alberga a la mayoría de la población de gorilas occidental de llanura. Protegen a los gorilas con el aislamiento de sus grandes áreas boscosas y pantanosas.

### Dieta
Como herbívoros, la dieta principal de los grupos de gorilas occidentales de llanura son las raíces, los brotes, la fruta, el apio silvestre, la corteza de los árboles y la pulpa que se obtiene en el espeso bosque de África central y occidental. Durante la temporada de lluvias, los gorilas suelen consumir frutas. Mientras que en la estación seca, hay una disminución en su consumo de frutas carnosas, pero aún continúan comiendo otros tipos de frutas. La diversidad de frutas consumidas fue mayor en el año frutícola pobre, cuando las especies frutales favorecidas no produjeron grandes cosechas. También pueden comer insectos de vez en cuando. El alimento común dentro de las fibras son los tallos herbáceos.
Las especies de alimentos que consumen se han dividido en tres categorías, alimentos básicos que se consumen diariamente / semanalmente o durante todo el año, alimentos de temporada que están presentes en la mayoría de sus territorios durante ciertas épocas y alimentos de respaldo que siempre están disponibles, pero que se consumen solo o principalmente durante los meses de escasez de frutas. El adulto comerá alrededor de 18 kg (40 lb) de comida al día. Los gorilas cuando buscan comida son capaces de trepar árboles de hasta 15 metros de altura. Nunca eliminan por completo la vegetación de una área, ya que el rápido crecimiento de la vegetación les permite permanecer dentro de un área de distribución razonablemente confinada durante períodos prolongados.
Se alimentan de una combinación de frutas y follaje, proporcionando un equilibrio de nutrientes, según la época del año. Sin embargo, cuando se dispone de fruta madura, tienden a comer más fruta en lugar de follaje. Cuando la fruta madura escasea, comen hojas, hierbas y corteza. Durante los meses lluviosos de julio y agosto, la fruta está madura; sin embargo, en las estaciones secas, la fruta madura es escasa. Los gorilas eligen frutas con alto contenido de azúcar de la cual obtienen mucha energía, así como fibra.

## Relación con los humanos
La presencia de gorilas occidentales de llanura ha permitido a los humanos profundizar el estudio de cómo los gorilas se comparan con los humanos en lo que respecta a las enfermedades humanas, el comportamiento y los aspectos lingüísticos y psicológicos de sus vidas. Son cazados ilegalmente por sus pieles y carne en África y capturados para venderlos a zoológicos. Si bien se defiende como económicamente rentable para los restaurantes y la población local, es un gran contribuyente al estado de peligro de extinción del gorila occidental de las tierras bajas. También se los considera una plaga de cultivos en África occidental porque atacan las plantaciones nativas y, por lo tanto, destruyen lo que de otro modo habrían sido cultivos valiosos. También los gorilas se han utilizado en estudios médicos de enfermedades humanas y estudios conductuales, lingüísticos y psicológicos. La capacidad mental de los gorilas todavía se está explorando. Los gorilas occidentales muestran más persistencia y retención de memoria en los estudios de resolución de problemas que sus parientes cercanos, los chimpancés. Es más probable que los gorilas occidentales realicen una tarea por interés que para ganar una recompensa.

### Amenazas
La población de gorilas de las tierras bajas occidentales en estado salvaje se enfrenta a una serie de factores que amenazan su extinción. Tales factores incluyen la deforestación, la agricultura, el pastoreo y la expansión de los asentamientos humanos que causan la pérdida de bosques. Existe una correlación entre la intervención humana en la naturaleza con la destrucción de hábitats y el aumento de la caza de carne de animales silvestres.

#### Caza y tala

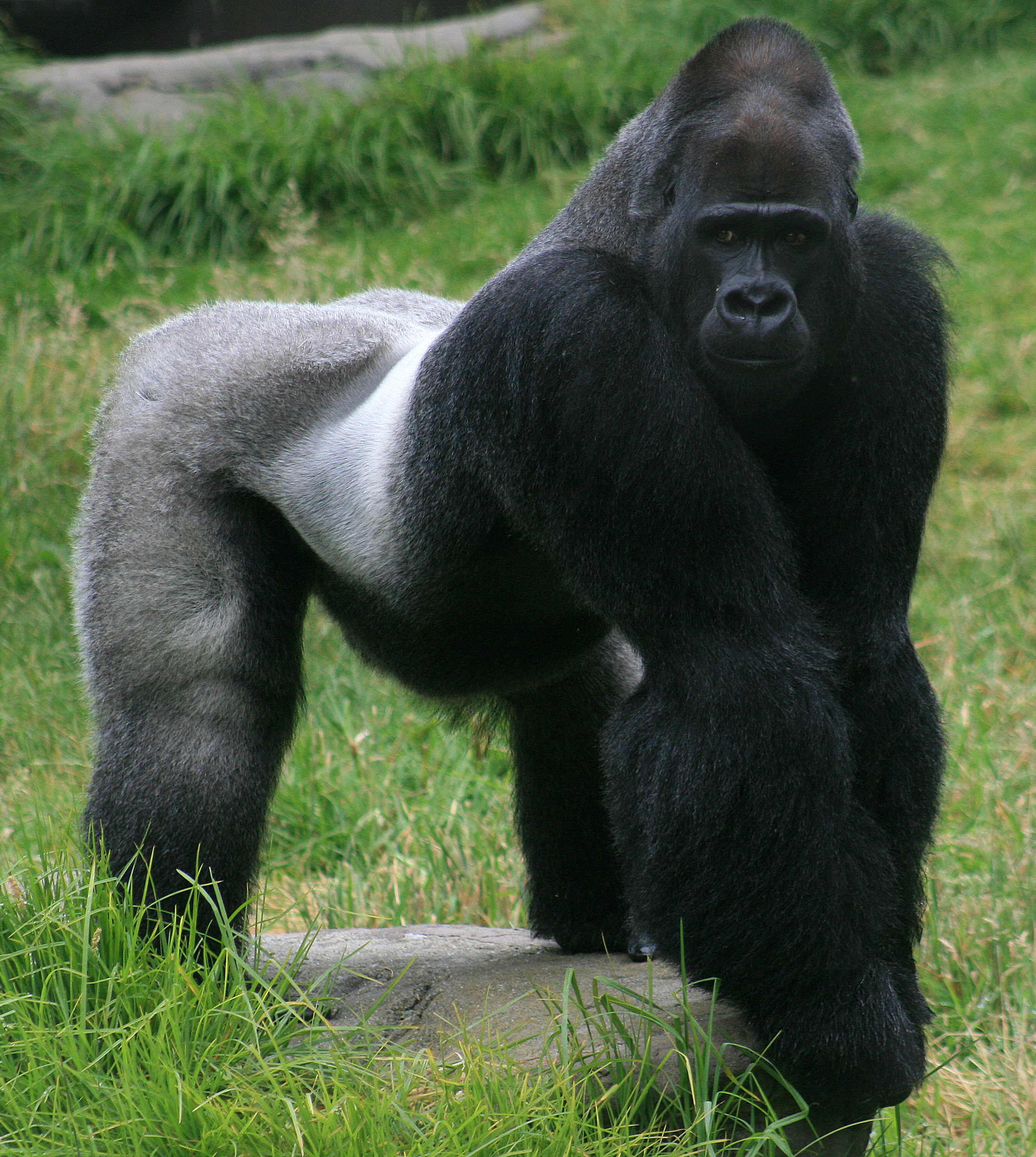
Gorila macho en el zoológico de San Francisco, nótese la espalda plateada característica de los machos de la especie.

En el bosque tropical, los gorilas son cazados para el comercio de carne de animales silvestres. La tala también destruye los hábitats de los gorilas. Aunque la tala disminuye los hábitats de los gorilas, también puede proporcionar una mayor vegetación herbácea como resultado de los huecos en la cubierta arbórea. La destrucción del hábitat de los gorilas puede dañar el ecosistema forestal en general. Los gorilas occidentales de llanura son dispersores de semillas, lo que es beneficioso para muchos de los animales del bosque, por lo que su extinción podría afectar a muchos otros animales, que con el tiempo podrían destruir su ecosistema actual.

#### Infertilidad
Otro de estos factores es la infertilidad. Por lo general, las hembras de gorilas maduran a los 10-12 años (o antes a los 7-8 años) y sus homólogos masculinos maduran más lentamente, rara vez son lo suficientemente fuertes y dominantes para reproducirse antes de los 15-20 años. La fecundidad de hembras, o la capacidad de producir crías en grandes cantidades, parece disminuir a la edad de 18 años. De la mitad de las hembras cautivas en edad reproductiva viable, aproximadamente el 30% de ellas tuvo un solo nacimiento. Sin embargo, estos gorilas no reproductores pueden resultar un recurso valioso, ya que el uso de técnicas de reproducción asistida ayuda a mantener la diversidad genética en las poblaciones limitadas de los zoológicos.

### Conservación
En la década de 1980, un censo de las poblaciones de gorilas en África ecuatorial describió 100.000 individuos. Posteriormente, los investigadores ajustaron la cifra a menos de la mitad debido a la caza furtiva y las enfermedades. Las encuestas realizadas por la Sociedad de Conservación de la Vida Silvestre en 2006 y 2007 encontraron que alrededor de 125.000 gorilas no reportados previamente han estado viviendo en los bosques pantanosos de la Reserva Comunitaria del Lago Télé y en los bosques vecinos de Marantaceae (tierras secas) en la República del Congo. Sin embargo, los gorilas siguen siendo vulnerables al ébola , la deforestación y la caza furtiva.
En 2002 y 2003, hubo un brote de ébola en la población del santuario de Lossi, y en 2004, hubo un brote de ébola en el claro del bosque de Lokoué en el parque nacional Odzala-Kokoua, ambos en la República del Congo. El brote de ébola en la tala del bosque de Lokoué afectó negativamente a los individuos que vivían en grupos y a las hembras adultas más que a los machos solitarios, lo que provocó un aumento en la proporción de machos solitarios con respecto a los que vivían en grupos. Esta población disminuyó de 377 individuos a 38 individuos dos años después del brote y a 40 individuos seis años después del brote. La población todavía se está recuperando lentamente, incluso hoy, se espera que la población tenga una estructura demográfica de una población no afectada, debido a los nuevos nacimientos y grupos reproductivos. Este brote de ébola también afectó a la población Maya Nord (52 kilómetros al noroeste de Lokoué) de 400 individuos a considerablemente menos debido a estos brotes.
En la parte noreste de la República del Congo, aunque la caza furtiva es ilegal, los gorilas occidentales de llanura todavía son cazados por su carne de animales silvestres y las crías como mascotas; el cinco por ciento de la subespecie muere cada año debido a esto. La deforestación de esta área permite el comercio de carne de animales silvestres e incluso más caza furtiva. La caza furtiva comercial de chimpancés, elefantes del bosque y gorilas occidentales en la República del Congo se debió al aumento de la tala y la infraestructura comerciales. La deforestación y la tala permitieron la creación de caminos que permitieron a los cazadores cazar más profundamente en el bosque, aumentando la cantidad de caza furtiva y comercio de carne de animales silvestres en el área. La República del Congo ha puesto en marcha un esfuerzo de conservación para conservar diferentes especies como los chimpancés, los elefantes y los gorilas occidentales de la caza furtiva y la deforestación. Este esfuerzo de conservación permitiría que estas especies se beneficien de la vegetación y los recursos ecológicamente importantes.
La caza de carne de monte y la extracción de madera en el hábitat del gorila occidental han afectado negativamente la probabilidad de su supervivencia. La UICN considera que el gorila occidental de las tierras bajas está en peligro crítico. Los gorilas occidentales de llanura, como muchos gorilas, son esenciales para la composición de la selva tropical debido a la distribución de semillas. Muchas organizaciones han dado prioridad a la conservación del gorila occidental de llanura. La Sociedad de Conservación de la Vida Silvestre (WCS en inglés) ha estado trabajando con la comunidad local en la Cuenca del Congo para establecer programas de manejo de vida silvestre. La WCS también está trabajando en el Congo y los países vecinos para limitar el comercio de carne de animales silvestres mediante el cumplimiento de las leyes y las restricciones de caza y también ayudando a la población local a encontrar nuevas fuentes de proteínas.
Los zoológicos de todo el mundo tienen una población de 550 gorilas de las tierras bajas occidentales, y el zoológico de Cincinnati lidera a los Estados Unidos en nacimientos de gorilas de las tierras bajas occidentales.

## Galería

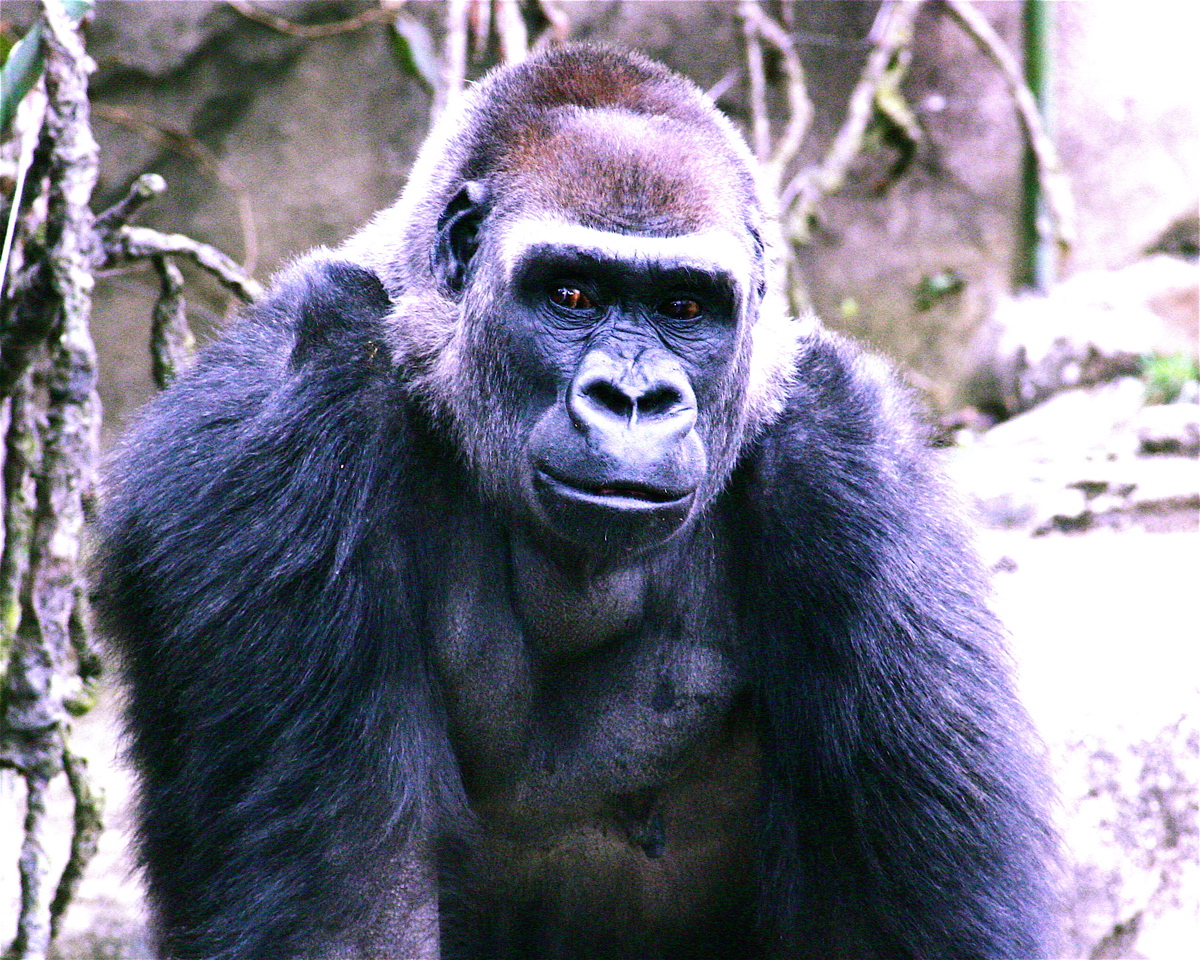
Gorila occidental de llanura en el zoo de Cincinnati
Cráneo de un especimén masculino
- Vídeo de un gorila occidental de llanura en el Disney's Animal Kingdom
- Vídeo de un gorila occidental de llanura en el Disney's Animal Kingdom
- Vídeo de un gorila occidental de llanura en el Disney's Animal Kingdom